# Synkanzerogenese
Die Synkanzerogenese bezeichnet eine Verstärkung der Tumorauslösung durch gleichzeitiges oder aufeinanderfolgendes Einwirken mindestens zweier krebserregender Stoffe. Dies ist insbesondere dadurch möglich, dass beide Stoffe im gleichen Organ einen Tumor auslösen können.

## Beispiel
Das wiederkehrende Einwirken von Tabakrauch und hochprozentigem Alkohol erhöht das Risiko für das Auftreten eines Zungengrundkarzinoms im Vergleich zur alleinigen Einwirkung nur eines Stoffes.

## Vergleiche
Kokanzerogenese bezeichnet den Effekt, dass bestimmte selbst nicht krebserregende Stoffe (= Kokanzerogene oder Promotoren) den krebsauslösenden Effekt von Karzinogenen verstärken.